# إيلي أفرام
إيلي أفرام (بالسويدية: Elli Avram)‏ وإسمها الحقيقي إليزابيث أفراميدو غرانلوند (بالإنجليزية: Elizabeth Avramidou Granlund)‏ وهي ممثلة سويدية يونانية ولدت في يوم 29 يوليو 1990 وحالياً هي تُمثل في بوليوود في الهند وتقيم في مدينة مومباي، أشهر الأفلام التي مثلتها هو فلم ميكي فايروس وهي عضوة في البرنامج الهندي بيغ بوس.

## وصلات خارجية
- إيلي أفرام على موقع IMDb (الإنجليزية)
- إيلي أفرام على موقع قاعدة بيانات الأفلام العربية
- إيلي أفرام على موقع قاعدة بيانات الفيلم (الإنجليزية)